# Here's to New Dreams
Here's To New Dream è il primo album discografico di Raven-Symoné, del 1993, quando l'artista aveva sette anni.
L'album rap di Raven, contiene la sua prima e unica hit tratta dall'album That's What A Little Girls Are Made Of.

## Tracce
1. That's What Little Girls Are Made Of
2. First Day of School
3. Hip Hop Teddybear
4. Raven Is the Flavor
5. Ooh Boy
6. Fun Tonight
7. Betcha' Didn't Know
8. Raven's Lullaby
9. Here's to New Dreams
10. That's What Little Girls Are Made Of (Dub Mix)